# Psitteuteles goldiei
El lori de Goldie (Psitteuteles goldiei) es una especie de ave psitaciforme de la familia Psittaculidae endémica de Nueva Guinea. 

## Descripción

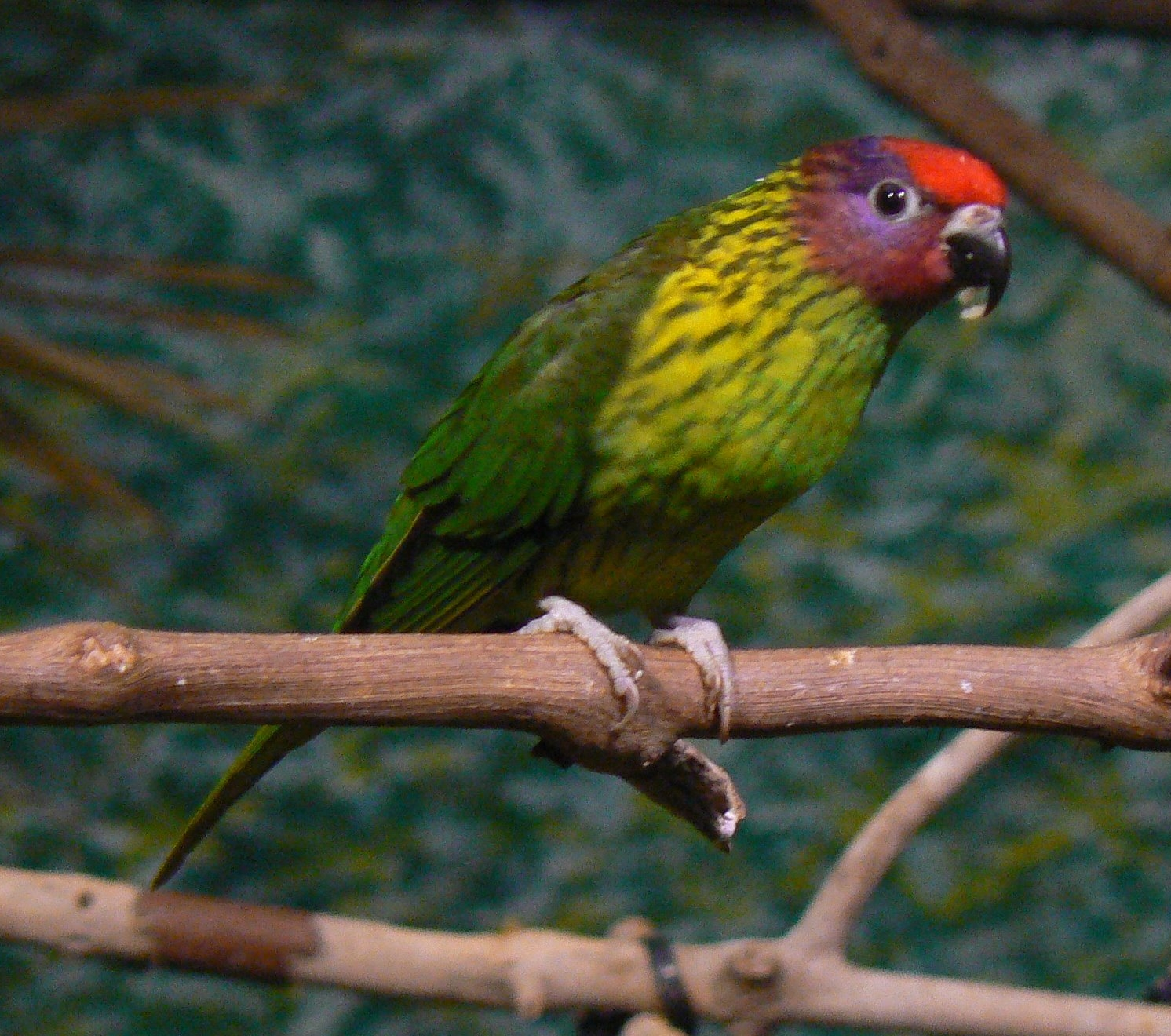
Macho.

El lori de Goldie mide alrededor de 19 cm (centímetros) de largo, y pesa entre 45 y 60 g (gramos). Su plumaje es verde excepto en  su cabeza, siendo verde amarillento con vetas más oscuras en las partes inferiores. Su píleo y frente son rojos. La parte posterior de su cabeza es azul, y en sus mejillas y garganta predomina el color malva, entremezclado con azul. Su pico es negro y el iris de sus ojos es pardo. Sus patas son de tonos ocres grisáceos. La mancha roja de las hembras es más reducida, y en los juveniles se reduce a una pequeña franja sobre el pico. Estos además tienen el pico pardo, el píleo verdoso y la parte posterior de la cabeza de color azul grisáceo.

## Distribución y hábitat
Se encuentra únicamente en las selvas de montaña de la Cordillera Central de la isla de Nueva Guinea, principalmente entre los 1000 y los 2200 m s. n. m. (metros sobre el nivel del mar).

## Avicultura
El lori de Goldie es un ave apreciada como mascota. Su carácter no es agresivo, ni destructivo y es bastante silencioso para un loro. Pueden tenerse en parejas o en grandes comunidades. Algunos de ellos llegan a imitar la voz humana.

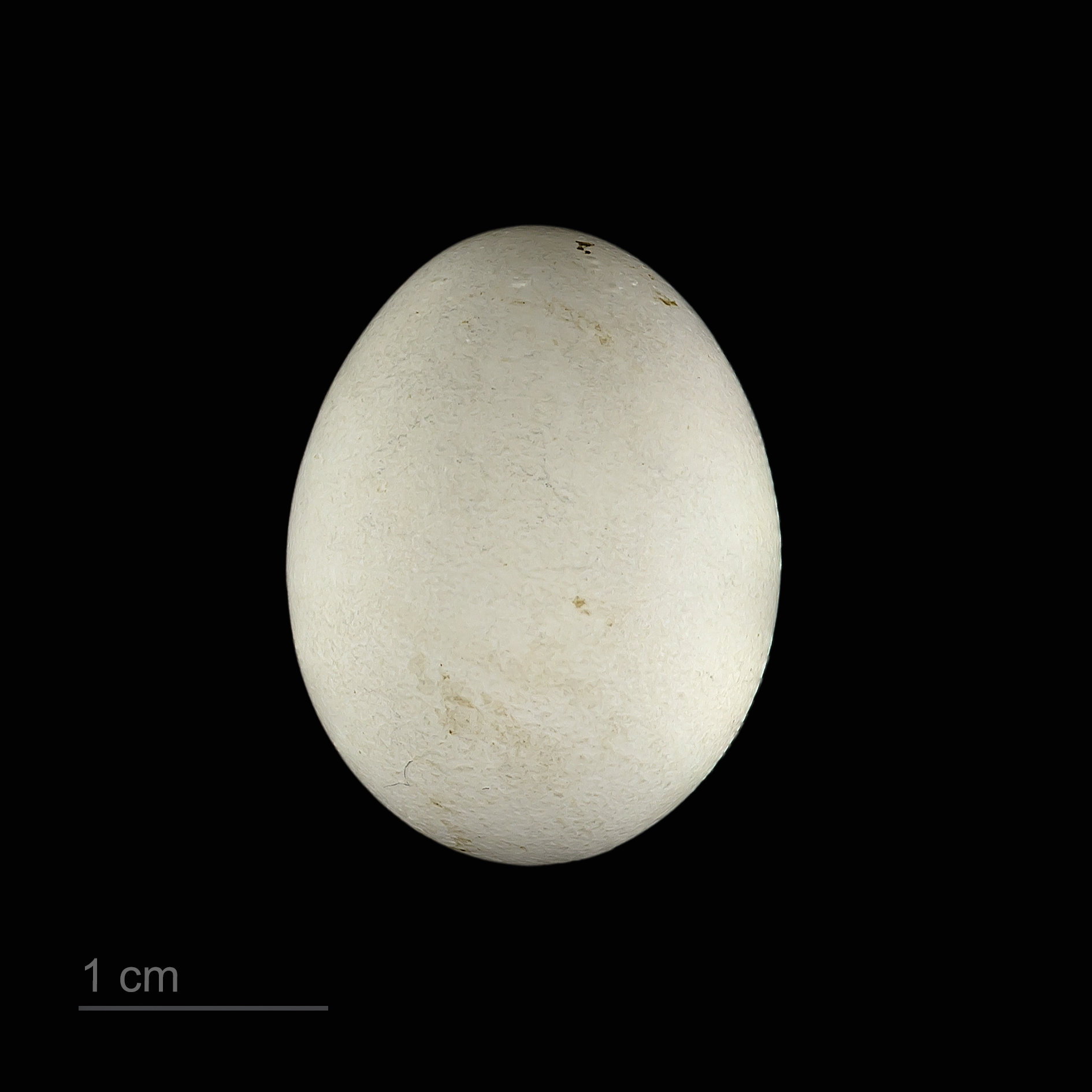
Psitteuteles goldiei - MHNT